# Jarplund-Weding
Jarplund-Weding este o comună din landul Schleswig-Holstein, Germania.